# Pseudoleucopis flavitarsis
Pseudoleucopis flavitarsis är en tvåvingeart som beskrevs av Malloch 1925. Pseudoleucopis flavitarsis ingår i släktet Pseudoleucopis och familjen markflugor. Inga underarter finns listade i Catalogue of Life.